# Old (film)
Old is een Amerikaanse psychologische thriller uit 2021 geschreven, geproduceerd en geregisseerd door M. Night Shyamalan. De film is gebaseerd op de striproman Sandcastle van Pierre Oscar Levy en Frederik Peeters. De film beschikt over een ensemblecast bestaande uit onder meer Gael García Bernal, Eliza Scanlen, Thomasin McKenzie, Aaron Pierre, Alex Wolff, Vicky Krieps, Abbey Lee, Embeth Davidtz en Rufus Sewell.

## Verhaal
Guy en Prisca Cappa staan op het punt om te gaan scheiden, maar willen nog een laatste keer als gezin op vakantie voordat ze dit aan hun dochter Maddox en zoontje Trent vertellen. Het stel wordt op de plaats van bestemming met alle egards ontvangen. De kinderen raken op hun beurt aan de praat met het neefje van de manager van het resort, Idlib. Ze leren elkaar een spel met geheimschrift.
Diezelfde manager vertelt Guy en Prisca over een exclusief strand waar hij alleen een select aantal gasten over inlicht. Wanneer het gezin zich daar laat afzetten, blijken er inderdaad maar een paar andere mensen aanwezig: de rapper 'Mid-Sized Sedan' en zijn vriendin, arts Charles met zijn moeder Agnes, echtgenote Chrystal en dochtertje Kara en het echtpaar Jarin en Patricia Carmichael. Nadat de kinderen in een mum van tijd jaren verouderen, komt het gezelschap tot de conclusie dat er iets vreemds aan de hand is met het strand: ieder halfuur dat ze er doorbrengen worden ze allemaal een jaar ouder.
De vakantiegangers gaan op zoek naar een manier om van het strand af te komen, maar dit blijkt niet zo simpel. Wanneer ze op dezelfde manier terug proberen te lopen als ze gekomen zijn, resulteert dit in een black-out en terugkeer naar het strandje. Hetzelfde gebeurt als ze proberen een rotswand te beklimmen. Intussen blijft alles razendsnel verlopen: wonden helen direct, Prisca's goedaardige tumor groeit in sneltreinvaart, de kinderen worden volwassenen, etc. Een medewerker van het resort observeert de vakantiegangers intussen van afstand.
Nadat vrijwel iedereen overlijdt tijdens pogingen om te vluchten dan wel aan ziekte of ouderdom, blijven Trent en Maddox - van middelbare leeftijd inmiddels - als laatsten over. Zij ontcijferen een bericht in geheimschrift van Idlib dat een advies bevat om naar het koraalrif te zwemmen. De observant ziet de twee wel onderduiken, maar niet meer boven komen. Hij vertelt de manager daarop dat alle aanwezigen zijn overleden, waarop die test 73 afgesloten verklaart. Het strandje blijkt te dienen als geheime onderzoekslocatie voor een grote medicijnfabrikant. De tijd verstrijkt er zo snel dat ze binnen twee dagen een testperiode met de lengte van een heel mensenleven kunnen uitvoeren. Van ieder huishouden dat een uitnodiging krijgt, lijdt minimaal één persoon aan een ziekte of aandoening. Door ze een met medicijnen vermengd welkomstdrankje aan te bieden, kunnen de ontwikkelaars versneld zien of die medicatie werkt tegen die aandoeningen.
De onderzoekers staan op het punt een nieuwe groep mensen naar het strandje te sturen wanneer Trent en Maddox daar een stokje voor steken. Hun zwemtocht door het koraalrif bleek inderdaad hun uitweg. Ze brengen de politie op de hoogte van de praktijken van de farmaceut. De direct betrokkenen worden gearresteerd en het bedrijf gedagvaard.

## Rolverdeling
| Acteur             | Personage                                     |
| ------------------ | --------------------------------------------- |
| Gael García Bernal | Guy                                           |
| Kyle Bailey        | Kara (6 jaar)                                 |
| Mikaya Fisher      | Kara (11 jaar)                                |
| Eliza Scanlen      | Kara (15 jaar)                                |
| Alexa Swinton      | Maddox (11 jaar)                              |
| Thomasin McKenzie  | Maddox (16 jaar)                              |
| Embeth Davidtz     | Maddox (volwassen)                            |
| Nolan River        | Trent (6 jaar)                                |
| Luca Faustino      | Trent (11 jaar)                               |
| Alex Wolff         | Trent (15 jaar)                               |
| Emun Elliott       | Trent (volwassen)                             |
| Vicky Krieps       | Prisca                                        |
| Abbey Lee          | Chrystal                                      |
| Aaron Pierre       | Mid-Sized Sedan                               |
| Rufus Sewell       | Charles                                       |
| Ken Leung          | Jarin                                         |
| Kathleen Chalfant  | Agnes                                         |
| Nikki Amuka-Bird   | Patricia                                      |
| Gustaf Hammarsten  | Resortmanager                                 |
| Kailen Jude        | Idlib                                         |
| M. Night Shyamalan | Resortmedewerker en observator van het eiland |
| Francesca Eastwood | Hotelmedewerkster                             |
| Matthew Shear      | Hotelmedewerker                               |

## Productie
In 2019 raakte bekend dat M. Night Shyamalan een samenwerking met Universal Pictures aanging om twee thrillers uit te brengen. De eerste castleden werden in juni 2020 bekendgemaakt. In augustus 2020 werden Rufus Sewell, Embeth Davidtz en Emun Elliott toegevoegd aan de cast.
De opnames gingen op 26 september 2020 in de Dominicaanse Republiek van start en eindigden op 15 november 2020.

## Release
De wereldpremière vond plaats op 19 juli 2021 in het Lincoln Center in New York. De Amerikaanse release stond aanvankelijk gepland op 26 februari 2021, maar werd vanwege de coronapandemie uitgesteld naar 23 juli 2021. In Nederland werd de film op 22 juli 2021 uitgebracht. De eerste teaser verscheen tijdens de start van de Super Bowl LV op 7 februari 2021.